# پاناسونیک لومیکس دی‌ام‌سی-جی۱۰
پاناسونیک لومیکس دی‌ام‌سی-جی۱۰ (به انگلیسی: Panasonic Lumix DMC-G10) یک دوربین عکاسی ساخت شرکت پاناسونیک است.